# Forward Racing
Forward Racing è una squadra motociclistica con sede in Svizzera.
Nel 2009 ha gareggiato con il nome Hayate Racing (che tradotto dal giapponese significa "Uragano"), dal 2010 cambia denominazione in Forward Racing. Il team faceva capo a Ichiro Yoda, che era stato direttore della Kawasaki Racing e direttore tecnico in Yamaha, mentre nel 2010 il team manager è stato Andrea Dosoli.

## Storia

### Motomondiale

#### MotoGP e Moto2
Nel motomondiale 2009 il team ha avuto come suo unico pilota Marco Melandri, che aveva firmato un accordo con Kawasaki per il campionato 2009. La casa nipponica, però, a causa della crisi economica internazionale, si era ufficialmente ritirata dalla categoria con un comunicato il 30 dicembre 2008. Il 1º marzo 2009, quando tutti gli altri concorrenti del Motomondiale avevano già abbondantemente cominciato i test e lo sviluppo dei nuovi prototipi, è stato annunciato l'arrivo del team nella classe regina.
Il team è stato equipaggiato con la Kawasaki ZX-RR sviluppata già negli anni precedenti dalla casa madre; rispetto alle versioni del passato aveva perso però la storica livrea verde, sostituita da una livrea nera. L'inizio di stagione è stato buono, 6º al Gran Premio del Giappone (prima tra le moto private), 5º al Gran Premio di Spagna e addirittura 2º, dietro al vincitore Jorge Lorenzo, al Gran Premio di Francia. In questa occasione Melandri ha centrato il 20º podio in MotoGP. Nel corso del successivo Gran Premio, al Mugello, Melandri partito dalla 15ª posizione, ha effettuato una gran rimonta con la moto in assetto da bagnato transitando addirittura al primo posto al 10º giro, nel momento in cui è avvenuto il "flag to flag" (i piloti vanno ai box a prendere la moto in assetto da asciutto per via delle mutate condizioni meteorologiche) per tutti i piloti di testa, compreso lui. Ma a quel punto con la nuova moto non ha trovato feeling ed è scivolato fino all'11ª posizione.

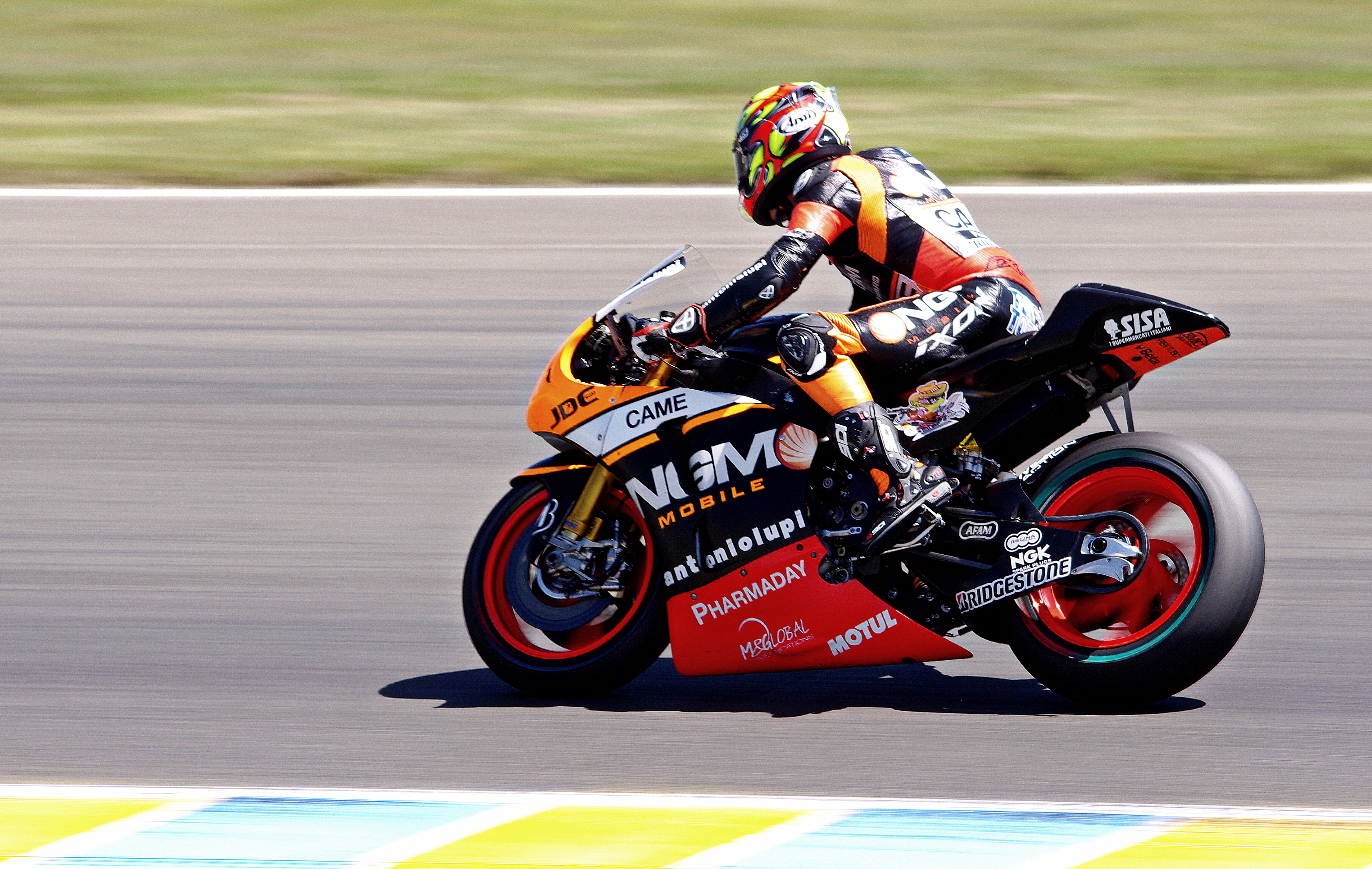
Colin Edwards su Forward Yamaha in MotoGP nel 2014.

Nel 2010, visto il definitivo ritiro della Kawasaki dalla MotoGP, ha partecipato alla Moto2 (categoria che sostituisce la classe 250) con la Suter MMX, ingaggiando come piloti Claudio Corti e Jules Cluzel. Al termine della stagione i due piloti si sono classificati rispettivamente al 25º e al 7º posto della classifica generale. In occasione del Gran Premio di Gran Bretagna il team ottiene la sua prima vittoria nel motomondiale con Cluzel. Nel motomondiale 2011 vengono schierati, sempre nella Moto2, il confermato Jules Cluzel, affiancato da Alex Baldolini. Al team maggiore è stato affiancato anche un team "Junior" che gareggia nel Campionato Italiano Velocità, sia in Moto2 che nella Superstock, schierando rispettivamente Ferruccio Lamborghini nella prima, Luca Vitali e Franco Morbidelli nella seconda.
Sempre nel 2011 l'attività del team è stata ampliata anche alla classe 125 con un rapporto di collaborazione con il team Caretta Technology che schiera due KTM affidate all'accoppiata Daniel Kartheininger e Hiroki Ono. Nel 2012 il team corre nella classe MotoGP con una Suter MMX1 affidata a Colin Edwards. Nella stessa annata corre anche in Moto2, sempre con Suter, i piloti sono Alex De Angelis e Yūki Takahashi. In occasione del Gran Premio di Malesia, con De Angelis, il team ottiene la sua seconda affermazione nella Moto2.
Nel 2013 il team corre in MotoGP, oltre che con Edwards, anche con Claudio Corti, con una FTR MGP13 Kawasaki. In Moto2 i piloti sono Simone Corsi, De Angelis, Mattia Pasini e Ricard Cardús che guidano una Speed Up SF13. Nel 2014 il team gareggia in MotoGP, oltre che con il solito Edwards, anche con Aleix Espargaró, con una Forward Yamaha (motocicletta con concessioni Open), mentre in Moto2 vengono riconfermati Corsi e Pasini, con una Forward Kalex. Durante la conferenza stampa del Gran Premio delle Americhe Edwards annuncia il ritiro, e dal Gran Premio della Repubblica Ceca viene sostituito da Alex De Angelis.

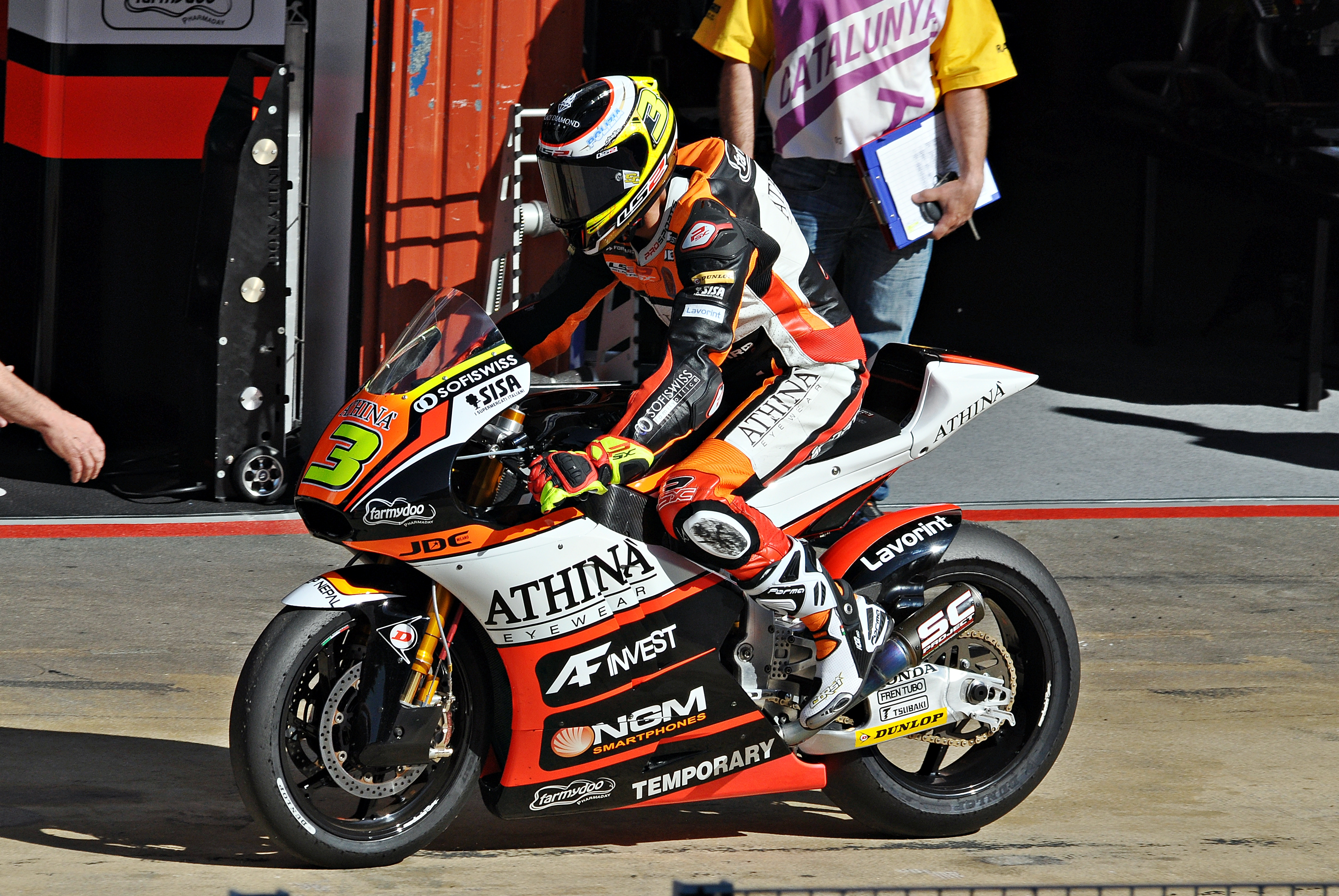
Simone Corsi su Forward Kalex in Moto2 nel 2015.

Nel 2015 corrono Stefan Bradl, sostituito prima dall'italiano Claudio Corti poi dallo spagnolo Toni Elías, e Loris Baz in MotoGP, mentre Simone Corsi e Lorenzo Baldassarri in Moto2. Nel mese di dicembre dello stesso anno viene ufficializzato l'arrivo del pilota Luca Marini, esordiente in Moto2, ad affiancare il già presente Lorenzo Baldassarri. In questa stagione il Team è costretto a saltare in Gran Premio di Indianapolis per l'abbandono di diversi sponsor, dovuto a vicissitudini personali dei proprietari.
Nel 2016, il team abbandona la MotoGP, ma rimane nel motomondiale partecipando alla classe Moto2. L'11 settembre 2016, in occasione del Gran Premio di San Marino, Lorenzo Baldassarri ottiene la sua prima vittoria, che è la terza vittoria in assoluto per il team nel Motomondiale. Nel 2017 il team si schiera in Moto2, con la stessa coppia di piloti della stagione precedente. Nel 2018 il team utilizza motociclette Suter affidate all'italiano Stefano Manzi e al brasiliano Eric Granado senza ottenere risultati di rilievo. 

#### 2019-2022 il sodalizio con MV Agusta
Nel 2019 Forward inizia una collaborazione con MV Agusta per portare in pista la F2. I piloti sono lo svizzero Dominique Aegerter e il confermato Stefano Manzi. La stagione si chiude all'undicesimo posto tra i team della Moto2, ottenendo le migliori prestazioni nei Gran Premi di Olanda e comunità Valenciana.
Nel 2020 Forward continua la collaborazione con MV Agusta. I piloti a cui è stata affidata la F2 sono il confermato Stefano Manzi e Simone Corsi. La stagione termina al tredicesimo posto in classifica a squadre, mentre Manzi ottiene la prima pole position in carriera in Comunità Valenciana. Nel 2021 viene ingaggiato Lorenzo Baldassarri a fianco del confermato Corsi. La stagione, in cui entrambi i titolari sono costretti a saltare delle corse venendo sostituiti, si conclude al quattordicesimo posto in classifica a squadre con un'altra pole, sempre a Valencia ad opera di Simone Corsi. Nel 2022 Corsi inizia il terzo anno consecutivo con il team, l'altro pilota è Marcos Ramírez. La stagione si rivela al di sotto delle aspettative con cinque punti conquistati da Ramírez, Corsi superati i trecento Gran Premi in carriera, lascia il motomondiale.

#### Dal 2023 come costruttore
Nel 2023, a gennaio, viene resa nota la fine della collaborazione con MV Agusta. Il team quindi porta in pista il prototipo con il proprio nome. I piloti titolari sono il confermato Ramírez e Álex Escrig. Il primo punto stagionale arriva in occasione del Gran Premio d'India con il pilota sostitutivo Sean Dylan Kelly. La stagione si conclude al terzo, ed ultimo, posto tra i costruttori con soli 4 punti. Nel 2024 viene confermato Álex Escrig e gli viene affiancato Xavier Artigas, all'esordio nella categoria. I primi punti stagionali però, vengono conquistati da Jorge Navarro, gareggiante in veste di wild card, al Gran Premio di Catalogna: pertanto questi punti vengono conteggiati nella classifica costruttori ma non in quella a squadre. Altri punti arrivano con Artigas al Gran Premio del Giappone; per concludere l'annata al terzo posto tra i costruttori e quindicesimo tra i team.

#### MotoE
Nel 2024, il team fa il suo debutto in MotoE annunciando come piloti ufficiali Andrea Mantovani e María Herrera. La stagione si conclude al settimo posto nella classifica a squadre.

### Mondiale WCR

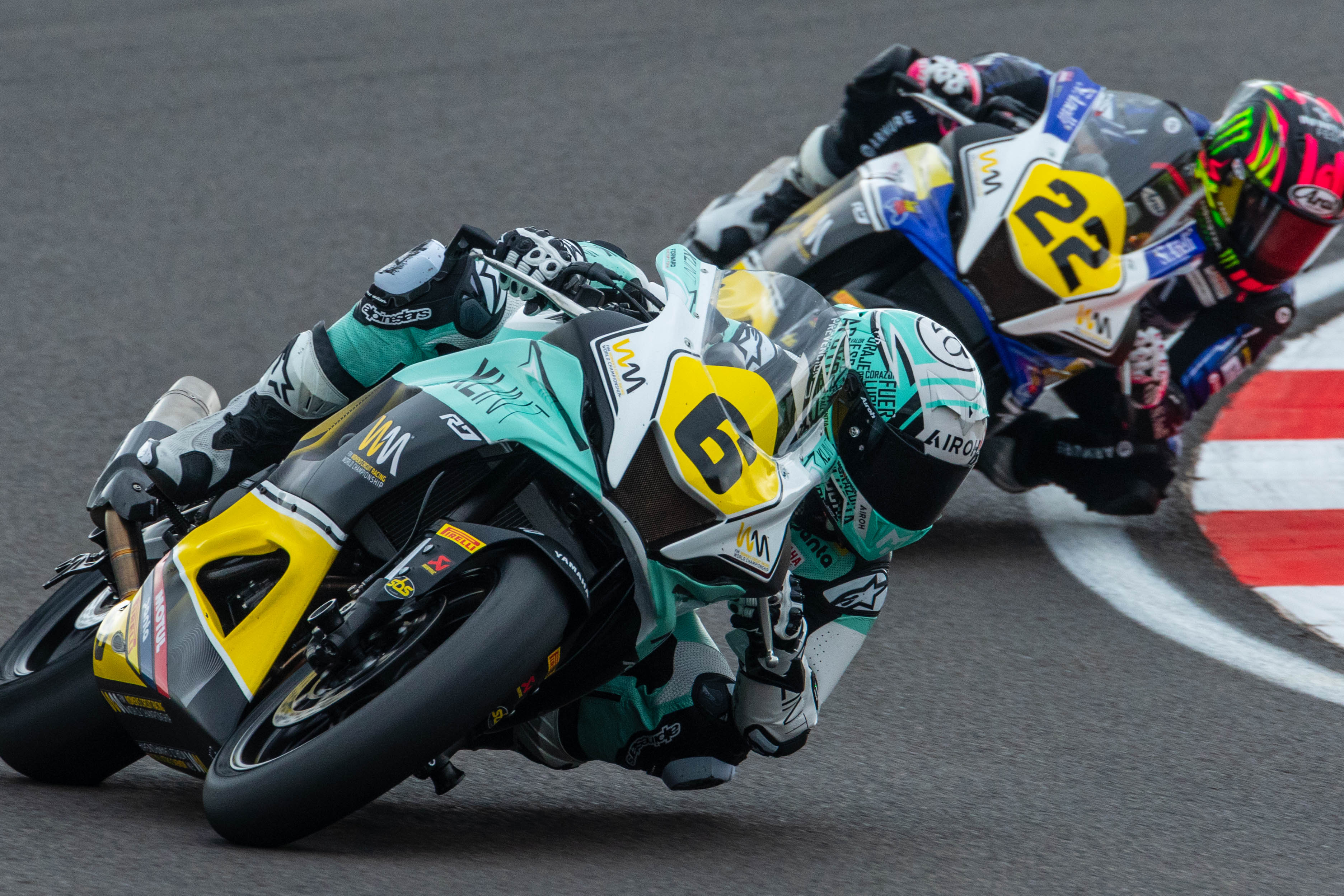
María Herrera (6) e Ana Carrasco (22) mentre si contendono la vittoria al Gran Premio di Donington nell'edizione inaugurale del Campionato mondiale WCR.

Nel 2024 Forward Racing fa il suo esordio in un campionato mondiale per motociclette derivate dalla serie. Con María Herrera prende parte all'edizione inaugurale del Campionato mondiale WCR (serie di supporto alle gare in territorio europeo del mondiale Superbike riservata alle sole donne). La castigliana si dimostra fin da subito altamente competitiva tanto da portarsi al comando della classifica all'indomani del primo Gran Premio a Misano. Pur con sei vittorie su dodici gare in calendario la Herrera, complici due gare concluse senza punti, deve accontentarsi del secondo posto in classifica finale.

### Campionato Europeo Velocità
Dopo aver preso parte, in veste solamente di squadra, all'edizione 2022 del campionato europeo di Moto2; nel 2024 vengono messe in pista tre F2: due gestite da EEST 84R e una dallo Junior Team interno con Jorge Navarro alla guida. Proprio Navarro ottiene le prestazioni migliori con una pole position e tre piazzamenti a podio.

## Risultati MotoGP
| Anno | Moto           | Gomme | Piloti         |    |   |   |   |    |    |    |    |   |   |     |     |   |    |   |   |    |  | Punti | Pos. |
| ---- | -------------- | ----- | -------------- | -- | - | - | - | -- | -- | -- | -- | - | - | --- | --- | - | -- | - | - | -- |  | ----- | ---- |
| 2009 | Kawasaki ZX-RR | B     | Marco Melandri | 14 | 6 | 5 | 2 | 11 | 14 | 11 | 10 | 7 | 7 | Rit | Rit | 8 | 12 | 7 | 8 | 17 |  | 108   | 7º   |

| Anno | Moto       | Gomme | Piloti          |    |    |    |     |    |    |     |    |     |    |    |    |    |    |    |     |     |    | Punti | Pos. |
| ---- | ---------- | ----- | --------------- | -- | -- | -- | --- | -- | -- | --- | -- | --- | -- | -- | -- | -- | -- | -- | --- | --- | -- | ----- | ---- |
| 2012 | Suter MMXI | B     | Colin Edwards   | 12 | 16 | NP | Inf | NC | 16 | Rit | 12 | Rit | 13 | 13 | 13 | 11 | 18 | 13 | Rit | Rit | 14 | 27    | 13º  |
| 2012 | Suter MMXI | B     | Chris Vermeulen |    |    |    | 17  |    |    |     |    |     |    |    |    |    |    |    |     |     |    | 27    | 13º  |

| Anno | Moto               | Gomme | Piloti        |     |     |    |     |     |    |    |    |     |    |     |    |    |    |    |    |    |    | Punti | Pos. |
| ---- | ------------------ | ----- | ------------- | --- | --- | -- | --- | --- | -- | -- | -- | --- | -- | --- | -- | -- | -- | -- | -- | -- | -- | ----- | ---- |
| 2013 | FTR Kawasaki MGP13 | B     | Colin Edwards | Rit | Rit | 15 | 16  | 14  | 9  | 17 | 13 | 12  | 13 | 11  | 14 | 12 | 16 | 15 | 12 | 12 | 15 | 55    | 9º   |
| 2013 | FTR Kawasaki MGP13 | B     | Claudio Corti | 16  | 19  | 17 | Rit | Rit | 12 | 18 | 15 | Rit | 14 | Rit | 17 | 16 | 15 | 13 | 17 | 20 | 13 | 55    | 9º   |

| Anno | Moto           | Gomme | Piloti          |   |     |    |     |    |    |    |    |    |     |    |    |     |    |    |     |     |    | Punti | Pos. |
| ---- | -------------- | ----- | --------------- | - | --- | -- | --- | -- | -- | -- | -- | -- | --- | -- | -- | --- | -- | -- | --- | --- | -- | ----- | ---- |
| 2014 | Forward Yamaha | B     | Colin Edwards   | 9 | Rit | 20 | Rit | 17 | 15 | 18 | 22 | 20 | 13  |    |    |     |    |    |     |     |    | 151   | 7º   |
| 2014 | Forward Yamaha | B     | Alex De Angelis |   |     |    |     |    |    |    |    |    |     | 16 | 15 | 14  | 12 | 17 | 9   | Rit | 18 | 151   | 7º   |
| 2014 | Forward Yamaha | B     | Aleix Espargaró | 4 | 9   | 15 | 7   | 9  | 9  | 6  | 4  | 6  | Rit | 8  | 9  | Rit | 2  | 11 | Rit | Rit | 7  | 151   | 7º   |

| Anno | Moto           | Gomme | Piloti        |    |     |    |     |     |     |    |     |     |        |    |    |    |    |     |    |     |    | Punti | Pos. |
| ---- | -------------- | ----- | ------------- | -- | --- | -- | --- | --- | --- | -- | --- | --- | ------ | -- | -- | -- | -- | --- | -- | --- | -- | ----- | ---- |
| 2015 | Yamaha Forward | B     | Stefan Bradl  | 16 | Rit | 15 | 16  | Rit | Rit | 8  | Rit |     |        |    |    |    |    |     |    |     |    | 39    | 10º  |
| 2015 | Yamaha Forward | B     | Claudio Corti |    |     |    |     |     |     |    |     | Rit | [ 25 ] | 20 | 18 | 20 |    |     |    |     |    | 39    | 10º  |
| 2015 | Yamaha Forward | B     | Toni Elías    |    |     |    |     |     |     |    |     |     |        |    |    |    | 21 | 20  | 22 | 14  | 20 | 39    | 10º  |
| 2015 | Yamaha Forward | B     | Loris Baz     | 22 | 17  | 14 | Rit | 12  | 12  | 13 | 15  | 19  | [ 25 ] | 15 | 16 | 4  | 17 | Rit | 18 | Rit | 19 | 39    | 10º  |

| Legenda | 1º posto        | 2º posto            | 3º posto            | A punti      | Senza punti        | Grassetto – Pole position Corsivo – Giro più veloce |
| Legenda | Gara non valida | Non qual./Non part. | Ritirato/Non class. | Squalificato | '-' Dato non disp. | Grassetto – Pole position Corsivo – Giro più veloce |